# サロンスタイル
サロンスタイル（サロンスタイル）はコーセー コスメポートが製造、販売するヘアケア製品ブランド。

## CM出演イメージタレント

### 現在
- リン・チーリン　(2012年現在)

### 過去
- 長谷川京子
- 長澤まさみ
- 柴咲コウ
- 中山美穂
- 梅宮アンナ
- 神田うの
- 松下奈緒

## 関連
- 行定勲監督作品『髪からはじまる物語』
  - 　柴咲コウ主演のネットムービー「髪からはじまる物語」がサロンスタイル対象商品購入者を対象に無料配信された。後にネットムービーはDVD映像化された。
  - 「髪からはじまる物語」は、「復讐劇」「あこがれ」「懺悔」からなる1話25分のショートムービー三部作。作品のコンセプトは「髪に潜んでいるモノ」。3話ともに美しいロングヘアが印象的な柴咲コウが主演を務めた。
  - 行定勲監督と柴咲コウは「GO」、「世界の中心で、愛をさけぶ」に続く3作目であった。